# Giuseppe Matarrese

Wappen von Giuseppe Matarrese

Giuseppe Matarrese (* 3. Juni 1934 in Andria; † 27. Juni 2020 in Frascati) war ein italienischer Geistlicher und römisch-katholischer Bischof von Frascati.

## Leben
Giuseppe Matarrese besuchte auf seinen ausdrücklichen Wunsch das Knabenseminar in Andria und beendete die Oberschule am römischen Knabenseminar. Er studierte am Päpstlichen Römischen Priesterseminar und empfing am 15. März 1959 die Priesterweihe. Er war in der Seelsorge in Rom tätig, unter anderem Pfarrer der Kirche Santa Maria Ianua Coeli im römischen Bezirk Montespaccato und Richter am Vikariatsgericht von Rom. 1987 wurde er Präsident des interdiözesanen Instituts zur Unterstützung des Klerus der Diözesen Rom und Ostia und Schatzmeister der Fondazione Migrantes der Italienischen Bischofskonferenz.
Papst Johannes Paul II. ernannte ihn am 11. November 1989 zum Bischof von Frascati. Der Kardinalvikar und Erzpriester der Lateranbasilika, Ugo Poletti, spendete ihm am 16. Dezember desselben Jahres die Bischofsweihe; Mitkonsekratoren waren Giovanni Battista Re, Substitut des Staatssekretariates, und Luigi Liverzani, emeritierter Bischof von Frascati. Am 2. Juli 2009 nahm Papst Benedikt XVI. sein altersbedingtes Rücktrittsgesuch an.
Antonio Matarrese, ehemaliger Präsident der Federazione Italiana Giuoco Calcio, und Vincenzo Matarrese, Präsident des SSC Bari von 1993 bis 2011, sind seine Brüder.